# Torre Tombetta
Torre Tombetta, originariamente chiamata Turm Culoz, è stata una fortificazione posta a sud di Verona, parte del complesso sistema difensivo cittadino e più in particolare del primo campo trincerato di pianura, voluto dal feldmaresciallo austriaco Josef Radetzky e messo in opera tra 1848 e 1856. La struttura fortificata fu realizzata nel 1849 e i lavori furono diretti dall'Imperiale Regio Ufficio delle Fortificazioni di Verona, tuttavia venne demolita e spianata a seguito della prima guerra mondiale per ragioni di viabilità.

## Descrizione
Si trattava di una torre casamattata per artiglieria, a tracciato circolare, in tutto simile alle quattro torri Massimiliane collinari, anche se adattata al sito pianeggiante: aveva infatti un'elevazione di un solo piano ed era difesa esternamente da un fossato. La pianta è completamente regolare, tracciata secondo la geometria dei cerchi concentrici: al piano terra la corona circolare esterna è occupata dalla galleria difensiva con feritoie per fucilieri. Questa era interrotta su circa un quarto del perimetro, dove il cilindro della torre rientrava su un raggio minore, per dar luogo al fossato diamante, sul quale era posto il ponte per accedere al portale d'ingresso, protetto all'interno da un recinto di sicurezza. Nel nucleo della torre si innalzava il corpo cilindrico casamattato con una scala a doppia elica. Tramite questa si accedeva alla copertura, ordinata come piattaforma per l'artiglieria, con azione sull'intero giro d'orizzonte mediante affusti scorrevoli su rotaie metalliche. All'esterno, sull'intero perimetro, la torre era circondata dal fossato asciutto e quindi da uno spalto, che sottraeva la muratura dell'opera alla vista diretta del nemico.
La fortificazione faceva sistema con i forti Porta Nuova e Santa Caterina. Posta all'apice meridionale della grande ansa dell'Adige, ne batteva i due rami; inoltre, situata a cavaliere della strada proveniente da Legnago, la obbligava a deviare e la prendeva d'infilata. Le sue artiglierie battevano inoltre la campagna tra gli abitati di Tombetta, Tomba, San Giacomo, Palazzina, nonché la strada per Zevio. Dopo la costruzione della linea più avanzata del secondo campo trincerato nel 1861, la torre per importanza ma mantenne la funzione di sicurezza contro infiltrazioni di fanteria nel settore tra il nuovo forte Tomba e il forte Santa Caterina.

## Armamento
L'armamento della fortificazione consisteva in:
- 5 bocche da fuoco

## Presidio di guerra
Il presidio in caso di guerra della fortificazione consisteva in:
- 60 uomini